# سیارک ۴۹۴۸
سیارک ۴۹۴۸ (به انگلیسی: 4948 Hideonishimura، نامگذاری:1988VF1) چهار هزار و نهصد و چهل و هشتمین سیارک کشف شده‌است که در ۳ نوامبر ۱۹۸۸ کشف شد.
قدر مطلق سیارک برابر ۲۲.۴ است.